# ぱくり
ぱくりとは、
- 大口を開けてものを食いつく様子[1][2]。
- 割れ目や傷口などが大きくあく様子[2]。
- かすめとること[2]。窃盗。アイデアなどを盗用すること[2]。盗作。

## 概要
『広辞苑第七版』によると名詞としては以下のような意味を持つ。
- 大口を開けて食らい付くさま[3]。
- 煙草を吸うさま[3]。
- 割れ目や傷口が大きく広がるさま[3]。
- 店先の品物などをすばやく盗み取ること。かっぱらい。万引き[3]。

『現代擬音語擬態語用法辞典』では以下の通り。
- 口を開けて食べるさま[4]。
- 傷口、割れ目が口を開けるさま[4]。
- 窃盗または金銭の恐喝を表す。マイナスイメージの言語（名詞）。やくざ、不良仲間の隠語で一般には用いない[4]。
  - 以上の隠語から、犯罪者が警察に逮捕されることも「パクられる」と表現する。

三省堂の『大辞林第二版』によれば、動詞形である「ぱくる」が語源とされる。

## 歴史
「盗み」という意味での「パクリ」は、明治時代から使われている。当時より、女学生の万引き及び青年男性のパクリは問題となっていた。
（窃盗やカツアゲを「ぱくり」と呼ぶことは不良の隠語であり、あまり一般的でないが）アイディアの盗用、作品の剽窃（盗作）、無断転載、無断流用などを「パクリ」と呼ぶことは昭和期から一般人も（くだけた言い方として）行っている。テレビのバラエティ番組でも、昭和期でも平成期でも、（カツアゲや窃盗を「パクリ」と言うことはほぼ無いが）作品の（ほぼそのままの）盗用やアイディアの盗用やネタの盗用を指して使うことはきわめて一般的である。（日本のテレビのお笑い芸人の世界では他の芸人の定番ネタをそのまま行うことはある種のタブーとされていて、ネタは独自のものを新たに創り出さなければならない、というのがある種の「暗黙のルール」だが）ある芸人の定番ネタを他の芸人がほとんど変えずに勝手に使うことも指している。
2000年以降では、インターネット上のSNS、キュレーションメディアなどでも用いられるようになっている。既存の作品のキャラクターや、作品の一連のアイディアなどを無断借用して自分の作品に使うこと、を指して使われたり、テレビの芸人のネタの盗用 等々を指して使われている。なお最近では「パクリ」の動詞形の「ぱくる」を活用させ、「Aがネタをぱくった」などと表現することも行われている。
また「ぱくる」と「ツイート」を合わせた「パクツイ」という表現もある。